# 이동호 (1960년)
이동호(李東浩, 1960년 3월 8일 ~, 경상남도 의령군 지정면)는 대한민국 부산광역시의회 의원이다.

## 학력
- 부산범일초등학교
- 부산성지중학교
- 부산동성고등학교
- 부산대학교 경영학과
- 부산대학교 경영대학원 경영학 석사

## 경력
- 부산외국어대학교 경영학부 겸임교수
- 2014년 7월 1일 ~ 2018년 3월 20일 : 제7대 부산광역시 북구의회 의원
- 2018년 7월 1일 ~ 2022년 6월 30일 : 제8대 부산광역시의회 의원

## 역대 선거 결과
|  | 28.74% |

|  | 52.78% |